# Roboz Andor
Roboz Andor, született Rosenzweig Ármin (Nagyvárad, 1869. január 19. – Budapest, Józsefváros, 1945. január 30.) tanár, író, újságíró, műfordító.

## Élete
Rosenzweig Jakab és Klein Róza fia. Középiskoláit szülővárosában végezte, majd a Budapesti Tudományegyetemen és a párizsi Sorbonne Egyetemen tanult. Ezt követően a budapesti VI. kerületi állami főreáliskola tanára lett, egyszersmind pedig az Athenaeum Irodalmi és Nyomdai Rt. lektora. Fiatalabb korában a Zsidó Híradó és az Egyenlőség munkatársa volt és sok héberből fordított költeménye jelent meg. Főleg ifjúsági regényeket írt, de mintegy ötven verseskönyve is megjelent. 1933-ban nyugdíjba vonult.
Felesége Braun Irma volt, akivel 1927. június 18-án Budapesten, a Józsefvárosban kötött házasságot.

## Munkái
- Gyakorlati német nyelvtan 40 leczkében magyar tanulók használatára (Budapest, 1897)
- Erdőn-mezőn (Budapest, 1898)
- Napsugárban (Budapest, 1898)
- Madár világ (Budapest, 1898)
- Vidám órák (Budapest, 1898)
- Mi van odabent (Budapest, 1898. (A 2–6. sz. munkák: Képes könyvek versekben gyűjtő címmel. Ism. Vasárnapi Ujság 1898. 5. sz.).
- Történetek az iskolából (Budapest, 1900. (Kis Könyvtár 24.).
- Köszöntőkönyv (Budapest, 1901. Lenkei Henrikkel)
- Módszeres franczia nyelvtan és olvasókönyv a reáliskolák IV. osztálya számára. Budapest, 1903. (Klimó Mihállyal együtt. Ism. Hivatalos Közlöny).
- Nyuszkó őfelsége birodalmából (1920)
- N. E. M. O. Regény a diákéletből (1923)
- Klárika iskolás évei